# 农历十二月
农历十二月，俗称腊月或全月，为农历一年中最后一个月。季冬，建之月（牛月），律中大吕，以大寒为中气。
据《说文解字》锴注云：“腊，合也，合祭诸神者。”《玉烛宝典》中说：“腊者祭先祖，腊者报百神，同日异祭也。”可见腊是古代人们祭祀百神及祖先的一种活动。因为腊祭多在农历十二月进行，因此从周代开始，便把农历十二月叫做腊月。到了秦代，秦始皇把臘月改叫嘉平月。到了汉代，又按“干支纪日”的方法，把“冬至”后的第三个戌日定为“腊日”，就是“腊八”。俚語有「過了臘八就是年」的說法。据《爾雅》的說法，十二月，古月名為涂。
日本則稱農曆十二月為「師走」，有「連平時穩重的老師也奔波忙碌」的意思，因此時日本人忙著年終及迎新年活動。

## 主要节日
- 十二月初八，臘八節（釋迦佛祖涅槃日）
- 十二月十六，尾禡（音“牙”）
- 十二月廿四（或廿三），祭灶节或送神日
- 十二月廿九（小月廿八），小年夜
- 十二月三十（小月廿九），農曆除夕

## 腊月歌
腊月歌是描述华北地区腊月活动的歌谣。
- 小孩小孩你别馋，过了腊八就是年
- 腊八粥喝几天，哩哩啦啦二十三
- 二十三，糖瓜粘
- 二十四，扫房子
- 二十五，磨豆腐
- 二十六，炖猪肉（割猪肉）
- 二十七，宰公鸡（杀灶鸡）
- 二十八，把面发
- 二十九，蒸馒头
- 三十晚上熬一宿，大年初一扭一扭。

## 延伸阅读
[在维基数据编辑]
 《欽定古今圖書集成·曆象彙編·歲功典·季冬部》，出自陈梦雷《古今圖書集成》